# 黒田長堅
黒田 長堅（くろだ ながかた）は、筑前国秋月藩の第7代藩主。交代寄合表向御礼衆・備中国成羽領5代領主山崎義俊の次男。母は黒田長邦の娘・此子。

## 略伝
安永3年（1774年）11月18日、先代藩主黒田長恵の末期養子として家督を相続した。母が第5代藩主・長邦の娘であり、女系で黒田家の血統に連なっていたのである。
天明4年（1784年）2月10日、若くして江戸藩邸で死去した。享年15。
将軍に御目見すること無く死んでしまい、妻や子女もいなかったため、通常ならば幕府から養子縁組許可の下りる見込みは乏しく、秋月藩黒田家は御家断絶（無嗣断絶）の危機に見舞われた。そのため、秋月藩の重臣は宗家の福岡藩黒田家中と相談して策を講じた。
最初、公家・唐橋在家の三男の豊煕を替え玉にすることが計画された。豊煕の母は第4代藩主・長貞の娘であった。しかし、公家と武家の家風の違いなどもあり、唐橋家の豊煕と長堅をすり替えるこの計画は問題ありとして中止された。次いで、長堅の死亡を隠して隠居願いを提出し、養子を迎えることにした。具体的には、長貞の外孫にあたる秋月種茂の次男・長舒を養嗣子として迎えた。
こうした工作により、『寛政重修諸家譜』には「長堅長ずといへども重病ののち行歩かなはずして拝謁することあたはず」と、御目見のできなかった事情を記し、さらに宗家の幼少の斉隆に代わり長崎警備の「奉仕にたへたるものをえらびて家を継しめむ」ことを願いを許可されたとある。
その後の履歴は公式には、天明5年（1785年）3月17日に隠居し、同年9月17日に16歳で死去となっている。

## 系譜
父母
- 山崎義俊（実父）
- 此子 - 黒田長邦の娘（実母）
- 黒田長恵（養父）

養子
- 黒田長舒 - 秋月種茂の次男